# Дхаван, Саша
Са́ша Дхава́н (англ. Sacha Dhawan, род. 1 мая 1984, Брэмхолл, Большой Манчестер) — английский театральный, телевизионный и киноактёр. Известен ролями Маниша Прасада в сериале «По долгу службы» (2014), Давоса в сериале «Железный кулак» (2017—2018), князя Орлова в сериале «Великая» (2020) и Мастера в сериале «Доктор Кто» (2020—2022).

## Ранняя жизнь и образование
Дхаван родился в семье индийцев (исповедующих индуизм) в Брэмхолле, Стокпорт.
Он учился в театральной школе Лэйн-Джонсон в Манчестере и посещал колледж Акуинас в Стокпорте.

## Карьера

### Телевидение
Дхаван снялся в нескольких телесериалах в Великобритании. У него была второстепенная роль (Азмат Мадариди) в телесериале «Самая плохая ведьма в Колледже волшебников», а также во втором и третьем сезонах детского телесериала «Вне поля зрения». Он появился в мини-сериале «Последний поезд» (1999) и исполнил гостевую роль в мыльной опере «Жители Ист-Энда». В 2008 году он снялся в драме ITV «В напряжении» (Бен Чандракар) вместе с Джоди Уиттакер и Лоуренсом Фоксом. В 2010 году в США вышел телесериал «Сбежавшая работа», где у Дхавана была одна из главных ролей; сериал был закрыт после одного сезона. В ноябре 2013 года он появился в роли первого режиссёра Уориса Хуссейна в докудраме «Приключение в пространстве и времени», снятой в честь 50-летнего юбилея сериала «Доктор Кто». Он также исполнил роль Пола Джатри, 22-х летнего молодого человека, у которого была связь с женщиной вдвое старше, в первом сезоне телесериала BBC One «Последнее танго в Галифаксе». В 2014 году он появился в нескольких сериях второго сезона британского сериала «По долгу службы» (Line of Duty). В 2017—2019 годах играл роль главного антагониста Давоса в сериале «Железный Кулак».
В 2020 году появился в роли Мастера в сериале «Доктор Кто» и в роли доктора Шармы в мини-сериале «Дракула». Также сыграл графа Орлова в американском комедийном сериале «Великая», повествующем о юных годах будущей российской императрицы Екатерины Великой.

### Театр
Дхаван был первым актёром, сыгравшим Актара в пьесе Алана Беннетта «Любители истории». После роли Актара в оригинальной постановке, он вновь исполнил эту роль на Бродвее, в Сиднее, Веллингтоне и Гонконге, а также на радио и в фильме.

## Фильмография

### Фильмы
| Год  |     | Русское название                  | Оригинальное название             | Роль                      |
| ---- | --- | --------------------------------- | --------------------------------- | ------------------------- |
| 2006 | ф   | Любители истории                  | The History Boys                  | Актар                     |
| 2008 | кор | Простите                          | Forgive                           | Раджеш                    |
| 2010 | ф   | Любовный наркотик в форме девушки | Girl Shaped Love Drug             | Он                        |
| 2013 | ф   | После нашей эры                   | After Earth                       | пилот Геспер              |
| 2015 | ф   | Леди в фургоне                    | The Lady in the Van               | доктор на Глостер-Кресент |
| 2018 | ф   | Аллилуйя!                         | National Theatre Live: Allelujah! | доктор Валентин           |
| 2023 | мф  | Стеклодел                         | The Glassworker                   | Винсент Оливер (голос)    |

### Телевидение
| Год       |     | Русское название                           | Оригинальное название          | Роль                  |
| --------- | --- | ------------------------------------------ | ------------------------------ | --------------------- |
| 1997—1998 | с   | Вне поля зрения                            | Out of Sight                   | Али Пантаджали        |
| 1998      | с   | В центре города                            | City Central                   | Тони                  |
| 1999      | с   | Последний поезд                            | The Last Train                 | Лео Никсон            |
| 2001—2002 | с   | Самая плохая ведьма в Колледже волшебников | Weirdsister College            | Азмат Мадари          |
| 2003      | тф  | Жители Ист-Энда: Предельно откровенно      | EastEnders: Perfectly Frank    | детектив Уэйн Аткинс  |
| 2006      | тф  | Беспорядки в Брэдфорде                     | Bradford Riots                 | Карим                 |
| 2008—2009 | мс  | Весёлые паровозики из Чаггингтона          | Chuggington                    | Эдди (голос)          |
| 2008      | мтф | Наживка                                    | Wired                          | Бен                   |
| 2009      | с   | Парадокс                                   | Paradox                        | Джаз Рой              |
| 2010—2011 | с   | Сбежавшая работа                           | Outsourced                     | Манмит                |
| 2010      | с   | Бездна                                     | The Deep                       | Винсент               |
| 2010      | с   | Пять дней                                  | Five Days                      | Халил Акрам           |
| 2012      | мтф | Тайна Эдвина Друда                         | The Mystery of Edwin Drood     | Невилл Лэндлесс       |
| 2012      | с   | Последнее танго в Галифаксе                | Last Tango in Halifax          | Пол Джатри            |
| 2012      | с   | Быть человеком                             | Being Human                    | Пит                   |
| 2012      | док | Добро пожаловать в Индию                   | Welcome to India               | рассказчик            |
| 2013      | тф  | Трактат Миддот                             | The Tractate Middoth           | Уильям Гарретт        |
| 2013      | тф  | Приключение в пространстве и времени       | An Adventure in Space and Time | Уорис Хуссейн         |
| 2014      | с   | Утопия                                     | Utopia                         | Пол                   |
| 2014      | с   | 24 часа: Проживи ещё один день             | 24: Live Another Day           | Навид Шабазз          |
| 2014      | с   | Во плоти                                   | In the Flesh                   | Амир                  |
| 2014      | с   | По долгу службы                            | Line of Duty                   | Маниш Прасад          |
| 2014—2016 | с   | В клубе                                    | In the Club                    | Дев Сидхва            |
| 2014      | с   | Мистер Селфридж                            | Mr Selfridge                   | Джимми Диллон         |
| 2015      | с   | Без обид                                   | No Offence                     | Маджид Хассан         |
| 2015      | тф  | Bugsplat!                                  | Bugsplat!                      | Мохаммед Мохаммед     |
| 2015      | с   | Небезопасно для работы                     | Not Safe for Work              | Дэнни                 |
| 2015      | с   | Перехватчик                                | The Interceptor                | Эстин Рэй             |
| 2017      | с   | Шерлок                                     | Sherlock                       | Аджай                 |
| 2017—2018 | с   | Железный кулак                             | Iron Fist                      | Давос                 |
| 2017      | тф  | Мальчик с пучком на голове                 | The Boy with the Topknot       | Сатнам Сангера        |
| 2020—2022 | с   | Доктор Кто                                 | Doctor Who                     | Мастер                |
| 2020      | с   | Дракула                                    | Dracula                        | доктор Шарма          |
| 2020      | мс  | Громолёты, вперёд!                         | Thunderbirds Are Go            | Стю (голос)           |
| 2020—2021 | с   | Великая                                    | The Great                      | князь Орлов           |
| 2021      | мс  | Принц                                      | The Prince                     | Тедди / Динеш (голос) |
| 2022      | с   | Подозреваемый                              | Suspect                        | Джайсал               |

### Игры
| Год  |    | Название                                  | Роль                                        |
| ---- | -- | ----------------------------------------- | ------------------------------------------- |
| 2010 | ки | Gray Matter                               | Малик (голос)                               |
| 2012 | ки | Warhammer Online: Wrath of Heroes         | Дурриг (голос)                              |
| 2014 | ки | Game of Thrones: A Telltale Games Series  | Грифф Уайтхилл (голос)                      |
| 2017 | ки | Mass Effect: Andromeda                    | дополнительные голоса                       |
| 2017 | ки | Lego Marvel Super Heroes 2                | Стальной Змей                               |
| 2018 | ки | Dragon Quest XI: Echoes of an Elusive Age | принц Фарис (голос) и дополнительные голоса |